# Comuna Sadkovîci, Sambir
Sadkovîci (în ucraineană Садковичі) este o comună în raionul Sambir, regiunea Liov, Ucraina, formată din satele Kolonia, Mala Verbivka, Sadkovîci (reședința), Verbivka și Vladîpil.

## Demografie
Componența lingvistică a comunei Sadkovîci
     Ucraineană (100%)
Conform recensământului din 2001, toată populația comunei Sadkovîci era vorbitoare de ucraineană (100%).